# Confidencialidad

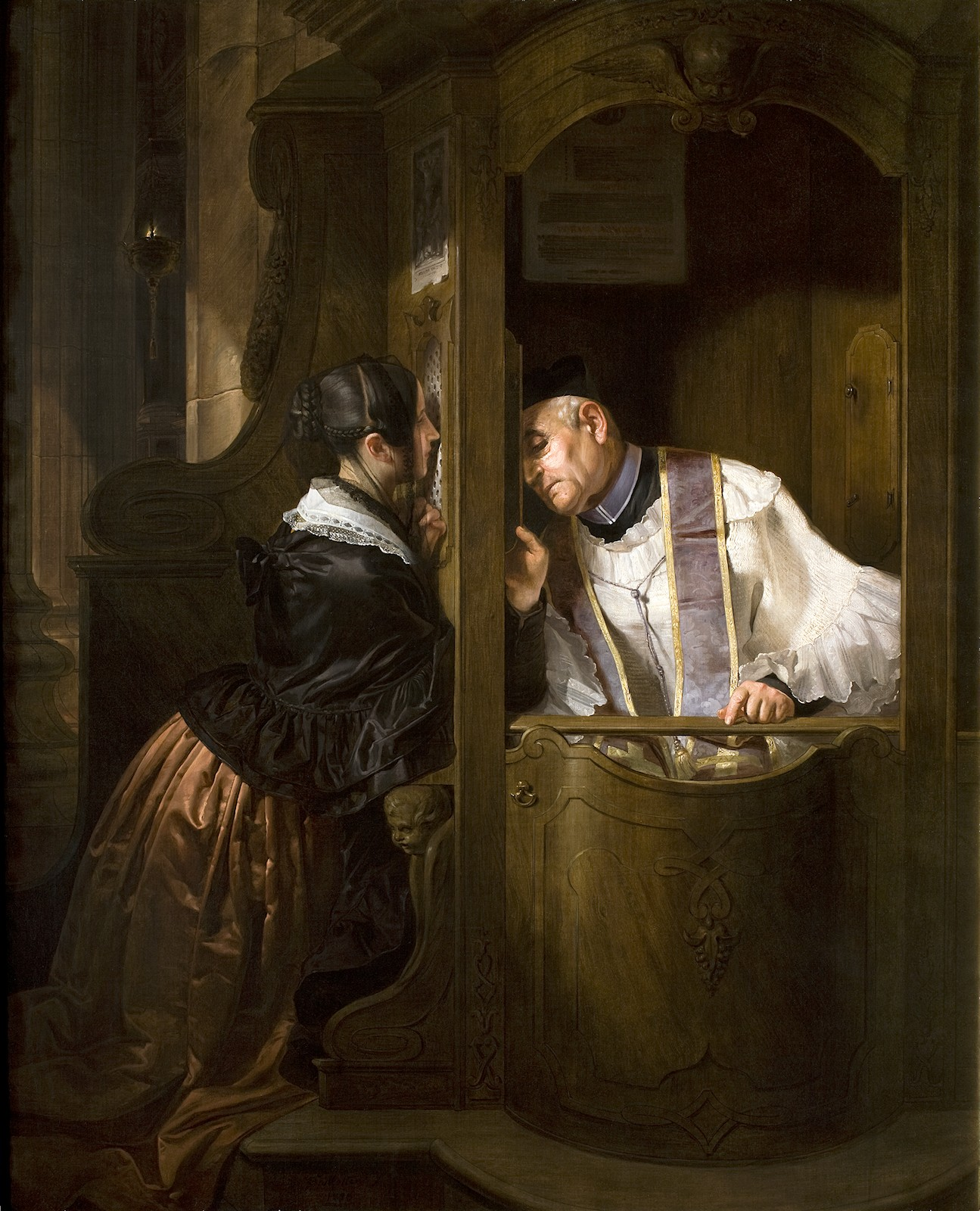
La Confesión (1838). Óleo sobre lienzo de Giuseppe Molteni

Confidencialidad es la propiedad de la información, por la que se garantiza que está accesible únicamente a personal autorizado a acceder a dicha información.
La confidencialidad ha sido definida por la Organización Internacional de Estandarización (ISO) en la norma ISO/IEC 27002 como "garantizar que la información es accesible sólo para aquellos autorizados a tener acceso" y es una de las piedras angulares de la seguridad de la información. La confidencialidad es uno de los objetivos de diseño de muchos criptosistemas, hecha posible en la práctica gracias a las técnicas de criptografía actual.
La confidencialidad también se refiere a un principio ético asociado con varias profesiones (por ejemplo, medicina, derecho, religión, psicología profesional, y el periodismo); en este caso, se habla de secreto profesional. En ética, y (en algunos lugares) en Derecho, concretamente en juicios y otras formas de resolución de conflictos legales, tales como la mediación, algunos tipos de comunicación entre una persona y uno de estos profesionales son "privilegiados" y no pueden ser discutidos o divulgados a terceros. En las jurisdicciones en que la ley prevé la confidencialidad, por lo general hay sanciones por su violación.
La confidencialidad de la información, impuesta en una adaptación del principio clásico militar "need-to-know", constituye la piedra angular de la seguridad de la información en corporaciones de hoy en día. La llamada "burbuja de confidencialidad" restringe

## Distinción en la legislación
Intimidad, privacidad, vida privada y confidencialidad son cuatro palabras que no lograrán un acuerdo conceptual en la doctrina durante un buen tiempo. Y si nos atrevemos a indagar sobre el significado de otros términos como soledad, anonimato, reserva, muy usados por Westin y Frossini, junto a los que se utilizan en otras naciones (v. gr. los italianos hablan de la “riservatezza”, los franceses de “vie privée”, los anglosajones de privacy anglosajón, los alemanes utilizan el término privatsphare para la vida privada, vertrauensphara para la confidencialidad y geheimsphare para el secreto), no es fácil encontrar las líneas netas de distinción.
Usualmente la legislación califica a ciertas informaciones como “reservadas” o como “confidenciales”. El primer calificativo suele concederse a los secretos públicos o de Estado, mientras que el segundo generalmente se reserva para los secretos privados.
La información confidencial es más nuclear a la persona que la información reservada. Por eso, según la teoría del cono de Riofrío, a priori merece una mayor protección el primer tipo de información. Con todo, cuestiones circunstanciales y de contenido de la información confidencial podría modificar su grado de protección.

## Confidencialidad en Informática
La confidencialidad se entiende en el ámbito de la seguridad informática, como la protección de datos y de información intercambiada entre un emisor y uno o más destinatarios frente a terceros. Esto debe hacerse independientemente de la seguridad del sistema de comunicación utilizado: de hecho, un asunto de gran interés es el problema de garantizar la confidencialidad de la comunicación utilizado cuando el sistema es inherentemente inseguro (como Internet).
En un sistema que garantice la confidencialidad, un tercero que entra en posesión de la información intercambiada entre el remitente y el destinatario no es capaz de extraer ningún contenido inteligible.
Para garantizarla se utilizan mecanismos de cifrado y de ocultación de la comunicación. Digitalmente se puede mantener la confidencialidad de un documento con el uso de llaves asimétricas. Los mecanismos de cifrado garantizan la confidencialidad durante el tiempo necesario para descifrar el mensaje. Por esta razón, es necesario determinar durante cuánto tiempo el mensaje debe seguir siendo confidencial. No existe ningún mecanismo de seguridad absolutamente seguro.